# 美國陸軍第20工兵旅
第20工兵旅（英語：20th Engineer Brigade）是美國陸軍隸屬於第十八空降軍的工兵部隊，駐紮在北卡羅萊納州布拉格堡。雖然第20工兵旅被指定為空降單位，且臂章或徽章皆有空降標誌，但並非所有整個旅都具備空降資格。第20工兵旅的士兵為其他陸軍部隊提供各種支援，包括建築、機械和其它工程學相關勤務。
其前身可追朔到南北戰爭時期，但直到1950年在密蘇里州倫納德伍德營啟用後才被正式命名為第20工兵旅。1952年到支援法國西南部的建設計劃，1954年返回美國本土，為第十八空降軍提供支援直到1958年裁撤。
1967年5月1日在布拉格堡重啟，派往越南作戰直到美軍撤出越南後，於1971年解編。1974年在布拉格堡作為空降單位重啟，多次派駐海外，包括波斯灣戰爭的科威特、持久自由行動的阿富汗、伊拉克自由行動和新黎明行動的伊拉克，也為美國本土和多個國家執行各種人道主義任務。

## 組織
- 旅部與旅部連
- 第19工兵營

駐地為肯塔基州諾克斯堡。
- 第27工兵營（英语：27th Engineer Battalion (United States)）

旗下第57工兵連是美國陸軍唯一有能力林區跳傘的單位。
- 第37工兵營（英语：37th Engineer Battalion (United States)）

2010年9月16日重新被標記為第307工兵營，2013年在第82空降師第2旅級戰鬥隊旗下重啟。
- 第92工兵營（英语：92nd Engineer Battalion）

駐地為喬治亞州史都華堡。
- 第307工兵營

原先隸屬於第82空降師，2006年解編，2010年9月15日重啟，2014年6月移交第82空降師第3旅級戰鬥隊。

## 歷史

### 起源
第20工兵旅的血統與榮譽可以追溯到美國南北戰爭時期，1861年8月3日首次被指定為工兵營，並在1861年12月成立，在南北內戰期間參加10場戰役。那時起，第20工兵旅的前身曾出現在美西戰爭、美菲戰爭、墨西哥遠征、第一次世界大戰、第二次世界大戰之中，部隊名稱也多次改變
。儘管在這些戰爭中都沒有被正式指定為第20工兵旅，但第20工兵旅擁有參與這些戰爭的榮譽，也繼承所有參戰飄帶。第20工兵旅被認為參加過美國史上除了印地安戰爭和韓戰的所有戰爭。
1950年8月16日該部隊首次命名為第20工兵旅，同年8月28日在密蘇里州倫納德伍德營啟用，1952年11月部署至法國克魯瓦沙波，由兩個營和六個獨立連組成，在法國西南部提供工程支援。1954年8月返回美國本土，駐紮在北卡羅萊納州布拉格堡為第十八空降軍提供工兵勤務，直到1958年12月12日裁撤。

### 越南戰爭
當美軍開始在越南共和國集結後，第20工兵旅於1967年5月1日在在布拉格堡重啟，並於1967年8月部署到越南。在越南戰爭期間，第20工兵旅擁有13,000名官兵，組成三個工兵群，共14個營和31個獨立連或分遣隊。
第20工兵旅在11次戰役中為第三軍區和第四軍區提供工兵支援，第20工兵旅清除超過2,000平方公里的叢林、鋪設500公里的公路、建造總長超過10公里的橋樑。最後隨著美軍從越南撤出，第20工兵旅於1971年9月20日裁撤。
越南戰爭結束後陸軍組織進行改革，第20工兵旅於1974年6月21日作為空降旅在布拉格堡再次重啟，隸屬第十八空降軍，下轄兩個營和四個獨立連。此外還有第283工兵分遣隊提供執行任務需要的地形情報。從這時起，第20工兵旅就開始為第十八空降軍完成建築、地形、橋樑以及戰鬥工兵勤務至今。在1976年瓜地馬拉地震時提供人道主義援助和CA-9號公路的重建工作，也投入1977年五大湖暴風雪的復原工作，超過300人前往紐約州幫助重建。隨著任務需求變化，1987年裁撤第548工兵營（戰鬥重型）並啟用第37工兵營（戰鬥空降）。1989年，加入第30工兵營（地形空降）。

### 波斯灣戰爭

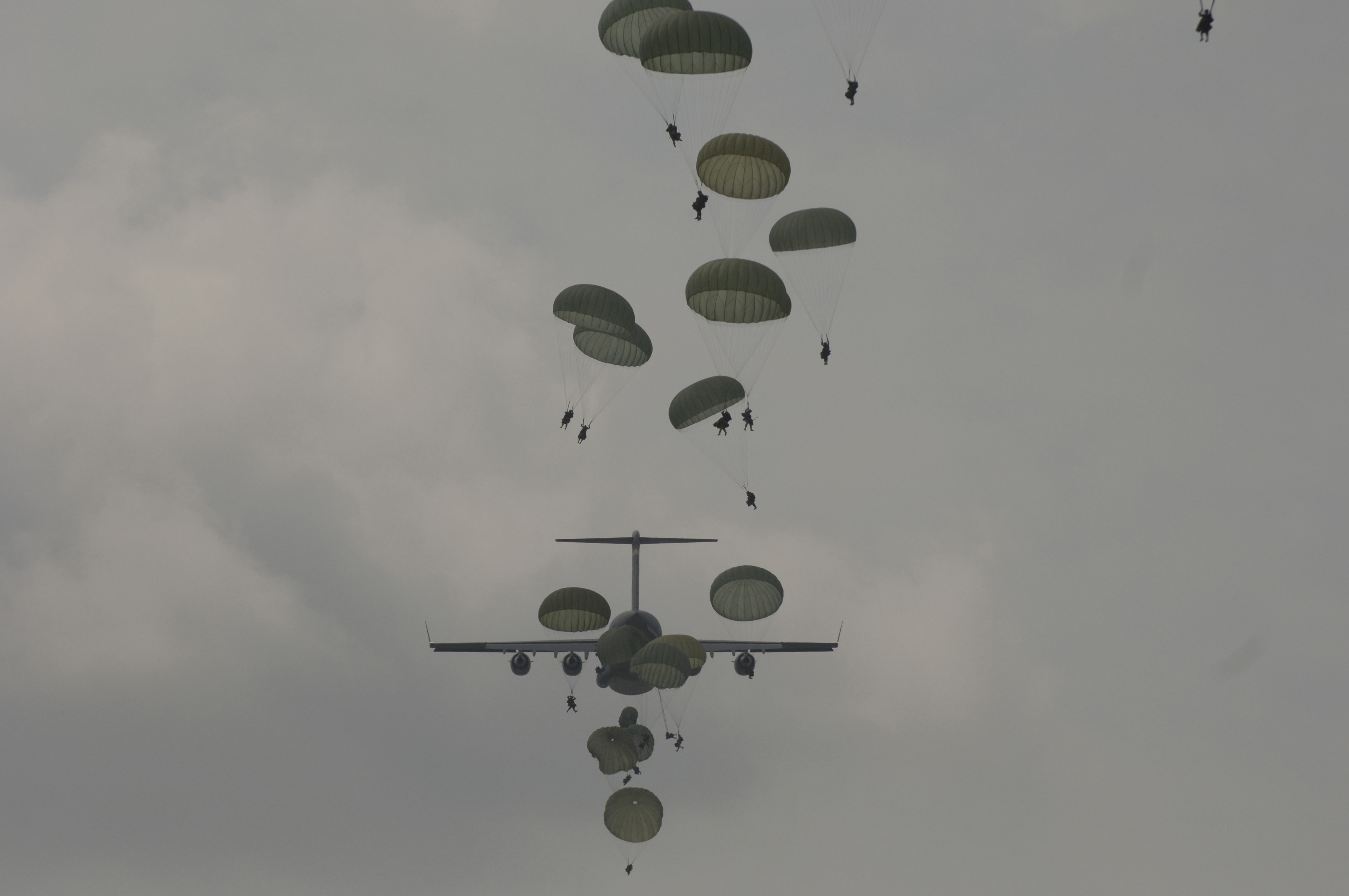
2006年8月21日，正在演習的第20工兵旅官兵從C-17運輸機跳下。

1990年8月2日，第20工兵旅受命參與沙漠盾牌行動和沙漠風暴行動，下轄三個群，共10個營、4個獨立的連和8個分遣隊，約7,700人。支援第十八空降軍作戰，建設道路、機場、各種物資儲存設施，在後續任務中摧毀6,000多個敵軍掩體和100萬噸彈藥。
1994年9月，第20工兵旅前往海地參與堅持民主行動，接著執行人道主義任務，改善當地基礎設施、協助重建公共服務，以提升海地民眾的整體生活品質。2001 年，第27工兵營在科索沃部署六個月提供工程支援。

### 伊拉克自由行動
2004年11月，第20工兵旅部署到伊拉克勝利營，以支援伊拉克自由行動（OIF 04-06），有6100人，下轄3個旅部連、7個營、6個獨立連和9個分遣隊，作為伊拉克多國兵團旗下的指揮部，第20工兵旅指揮和控制該地所有工兵，在這次部署期間，為了防止土製炸彈和未爆彈巡邏57,950 公里的道路，為多國兵團擴建14座基地，維護16座橋梁，摧毀11,000多處掩體和 80,000多噸彈藥，除了基本的戰鬥支援，第20工兵旅也派出測量技繪製伊拉克地圖，以重建伊拉克的道路和管道。

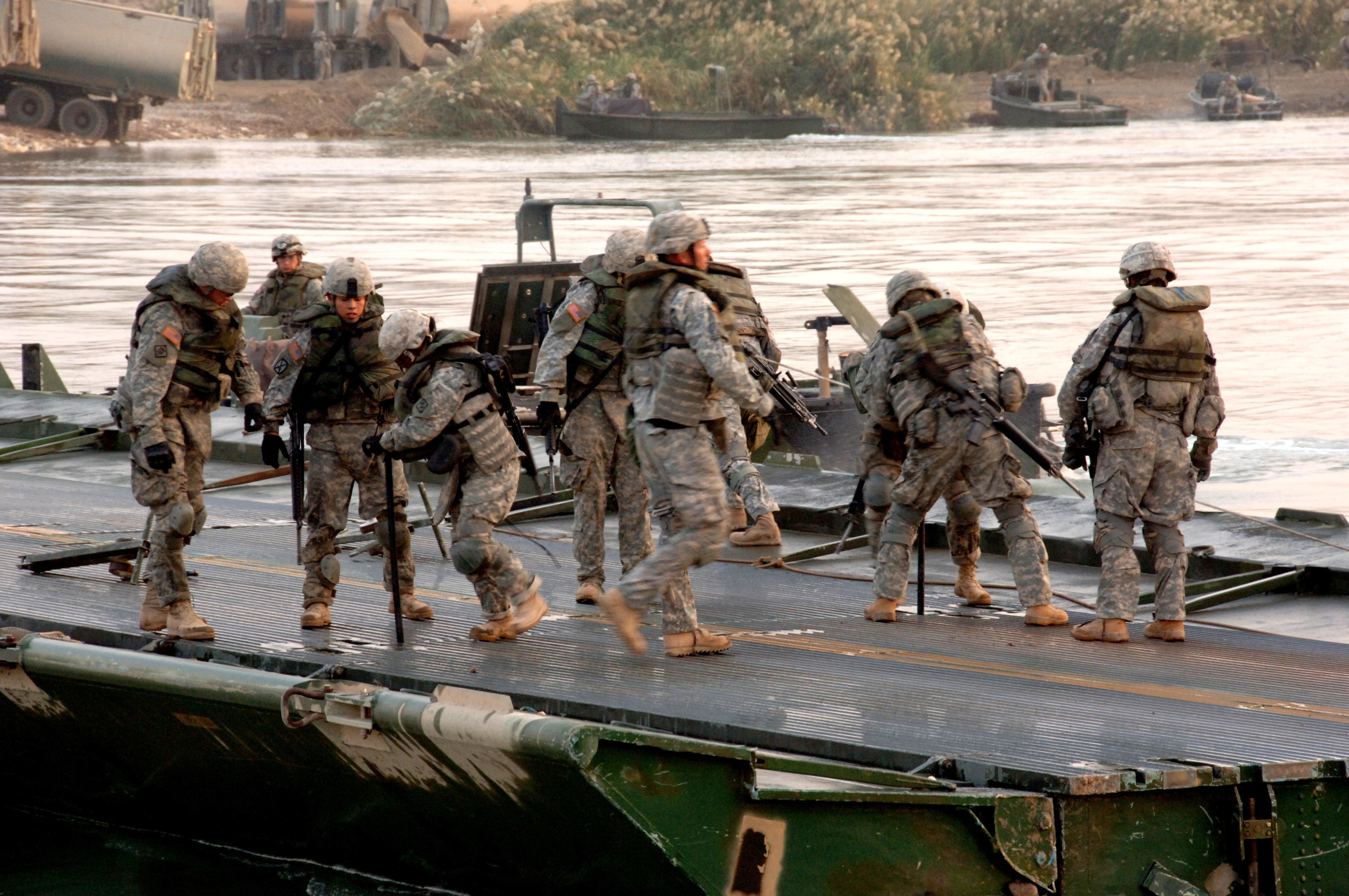
2007年11月16日，第20工兵旅士兵在幼發拉底河搭橋。

2007年7月再次部署到伊拉克（OIF 07-09），駐紮在巴拉德聯合基地，同樣隸屬於伊拉克多國兵團，運用地理空間和通用工程技能協助伊拉克之子等組織重建基礎設施。2008年秋季返回布拉格堡。
2009年3月，裁撤第30工兵營。2009年9月16日，第20工兵旅模組化結構轉變，失去戰鬥和空降的稱號，臂章上的“空降”標籤被移除。2010年1月15日，第20工兵旅在海地支援統一響應行動。

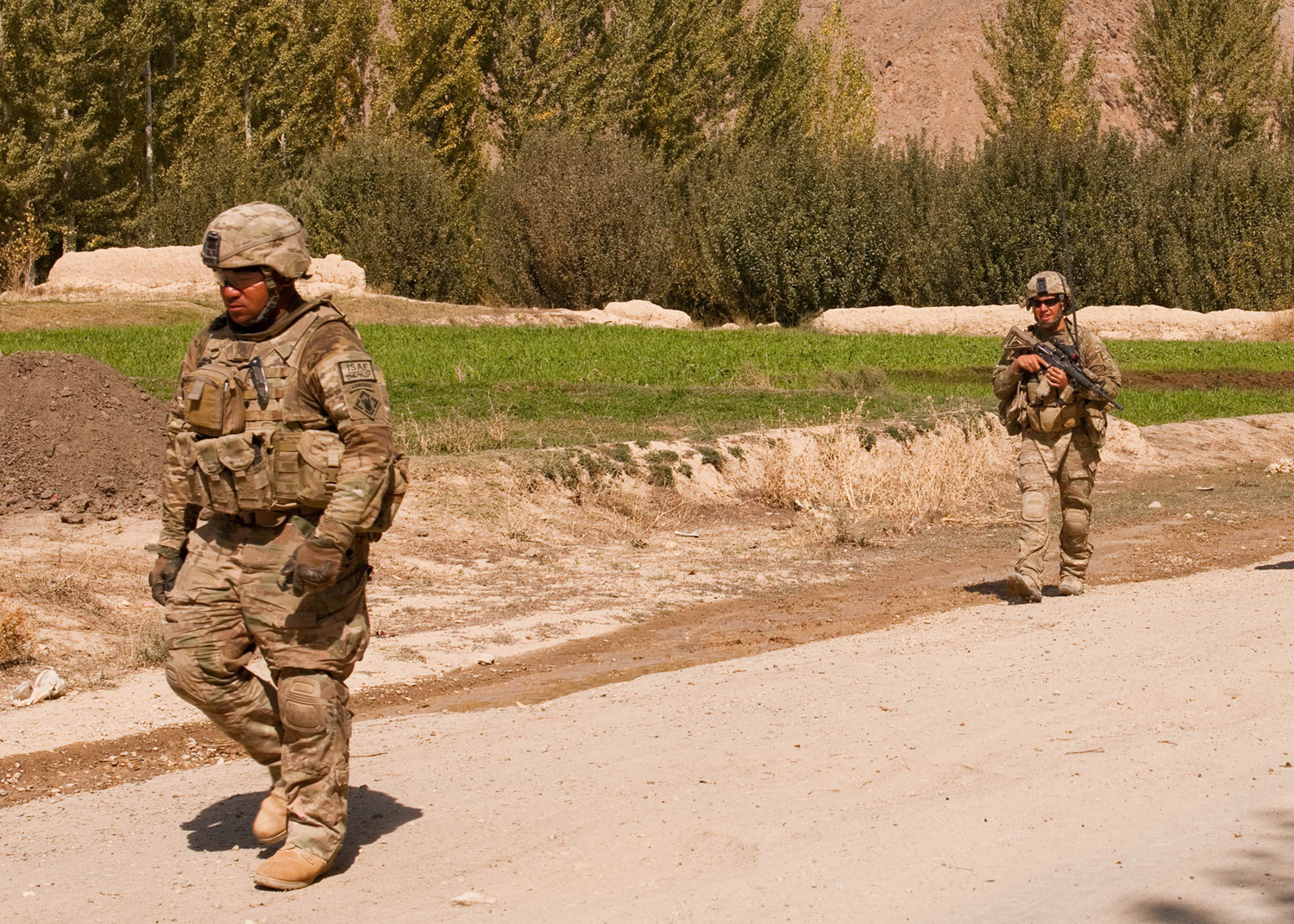
2012年10月14日，第20工兵旅士兵巡邏道路。

2011年2月9日，第20工兵旅部署到巴拉德聯合基地，擔任戰區工兵旅，被稱作城堡聯合特遣部隊，指揮和控制伊拉克所有工兵部隊，以支援新黎明行動，並繼續培訓伊拉克陸軍工兵，2011年底返回美國。

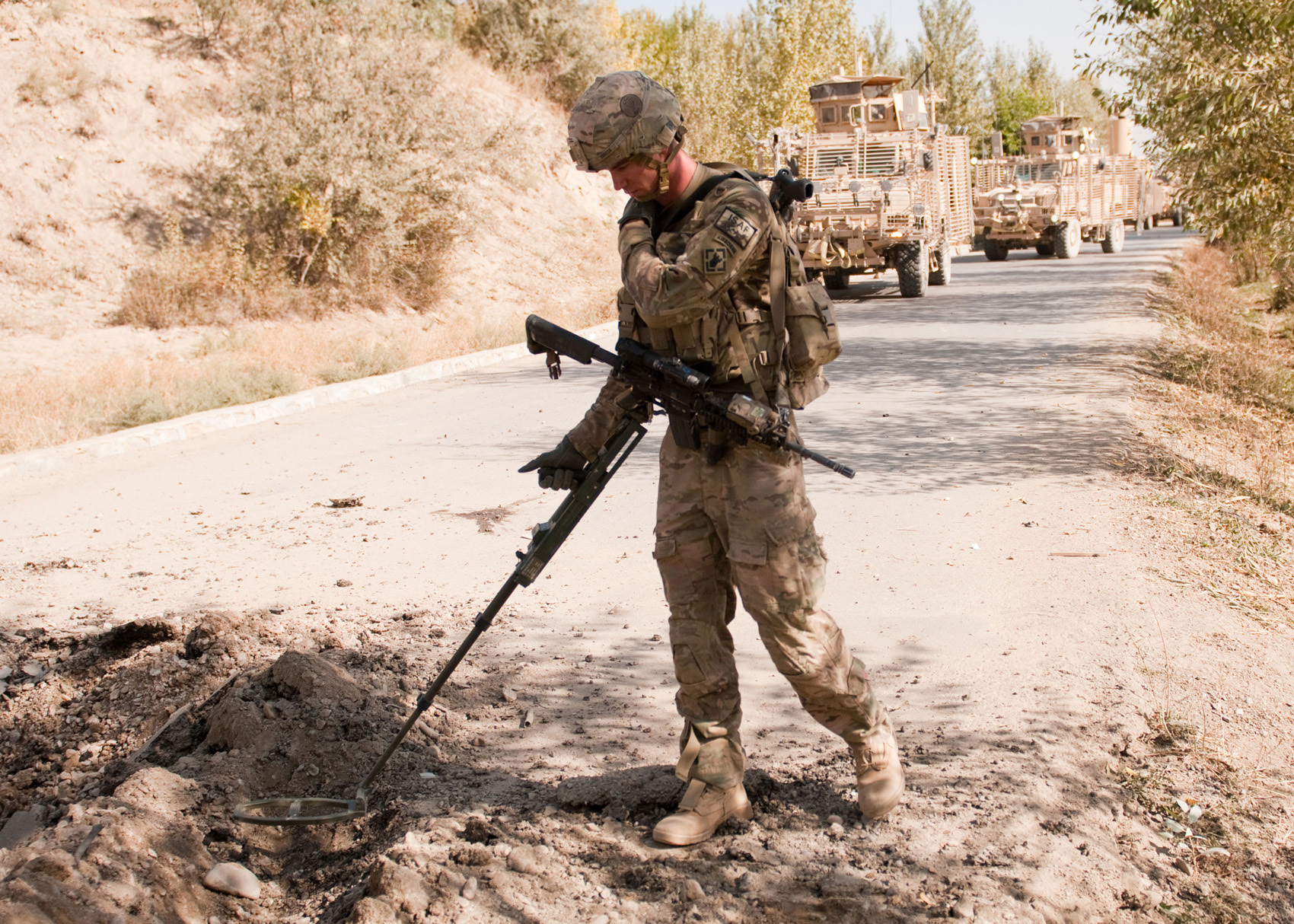
2012年10月10日，第20工兵旅士兵使用地雷探測器。

2018年8月至2019年4月，第20工兵旅參與斯巴達盾牌行動，在科威特、約旦、阿聯酋等九個國家支援美軍。
第20工兵旅也曾經被派往加州、亞利桑那州、德克薩斯州等邊境支援國土防禦行動，鞏固當地入境口岸。

## 榮譽

### 參戰飄帶
| 戰爭           | 飄帶                                              | 年份            |
| -------------- | ------------------------------------------------- | --------------- |
| 內戰           | 半島 Peninsula                                    | 1861年          |
| 內戰           | 安提頓 Antietam                                   | 1862年          |
| 內戰           | 菲德里克斯堡 Fredericksburg                       | 1862年          |
| 內戰           | 錢斯勒斯維爾 Chancellorsville                     | 1863年          |
| 內戰           | 荒野 Wilderness                                   | 1864年          |
| 內戰           | 史波特斯凡尼亞 Spotsylvania                       | 1864年          |
| 內戰           | 冷港 Cold Harbor                                  | 1864年          |
| 內戰           | 彼得堡 Petersburg                                 | 1865年          |
| 內戰           | 阿波馬托克斯 Appomattox                           | 1865年          |
| 內戰           | 維吉尼亞 Virginia 1863                            | 1865年          |
| 美西戰爭       | 聖地亞哥 Santiago                                 | 1898年          |
| 美菲戰爭       | 丹轆 Tarlac                                       | 1899年          |
| 美菲戰爭       | 民答那峨島 Mindanao                               | 1899年          |
| 墨西哥遠征     | 1916年–1917年墨西哥 Mexico 1916–1917              | 1917年          |
| 第一次世界大戰 | 洛林 Lorraine                                     | 1918年          |
| 第二次世界大戰 | 諾曼第 Normandy                                   | 1944年          |
| 第二次世界大戰 | 法國北部 Northern France                          | 1944年          |
| 第二次世界大戰 | 萊茵蘭 Rhineland                                  | 1944年 – 1945年 |
| 第二次世界大戰 | 阿登-阿爾薩斯 Ardennes-Alsace                     | 1944年 – 1945年 |
| 第二次世界大戰 | 歐洲中部 Central Europe                           | 1945年          |
| 越南戰爭       | 第三階段反攻 Counteroffensive, Phase III          | 1967年 – 1968年 |
| 越南戰爭       | 春節反攻 Tet Counteroffensive                     | 1968年          |
| 越南戰爭       | 第四階段反攻 Counteroffensive, Phase IV           | 1968年          |
| 越南戰爭       | 第五階段反攻 Counteroffensive, Phase V            | 1968年          |
| 越南戰爭       | 第六階段反攻 Counteroffensive, Phase VI           | 1968年 – 1969年 |
| 越南戰爭       | 1969年春節攻勢/反攻 Tet 69/Counteroffensive       | 1969年          |
| 越南戰爭       | 1969年夏-秋 Summer-Fall 1969                      | 1969年          |
| 越南戰爭       | 1970年冬-春 Winter-Spring 1970                    | 1970年          |
| 越南戰爭       | 保護區反攻 Sanctuary Counteroffensive             | 1970年          |
| 越南戰爭       | 第七階段反攻 Counteroffensive, Phase VII          | 1970年 – 1971年 |
| 越南戰爭       | 第一階段鞏固 Consolidation I                      | 1970年          |
| 波斯灣戰爭     | 防衛沙烏地阿拉伯 Defense of Saudi Arabia          | 1991年          |
| 波斯灣戰爭     | 解放與防衛科威特 Liberation and Defense of Kuwait | 1991年          |
| 伊拉克自由行動 | 伊拉克統治 Iraqi Governance                       | 2004年 – 2005年 |
| 伊拉克自由行動 | 伊拉克增兵 Iraqi Surge                            | 2007年 – 2008年 |
| 伊拉克自由行動 | 新黎明 New Dawn                                   | 2011年          |

### 單位嘉獎
| 勳表 | 名稱                             | 年分            | 成就           |
| ---- | -------------------------------- | --------------- | -------------- |
|      | 功績單位嘉獎                     | 1967年 – 1968年 | 在越南服役。   |
|      | 功績單位嘉獎                     | 1968年          | 在越南服役。   |
|      | 功績單位嘉獎                     | 1968年 – 1970年 | 在越南服役。   |
|      | 功績單位嘉獎                     | 1970年 – 1971年 | 在越南服役。   |
|      | 功績單位嘉獎                     | 1990年 – 1991年 | 在西南亞服役。 |
|      | 功績單位嘉獎                     | 2004年 – 2005年 | 在伊拉克服役。 |
|      | 功績單位嘉獎                     | 2007年 – 2008年 | 在伊拉克服役。 |
|      | 越南共和國民政行動榮譽勳章, 一等 | 1967年 – 1970年 | 在越南服役。   |